# یوبی‌سافت کانکت
یوبی‌سافت کانکت (به انگلیسی: Ubisoft Connect) با نام سابق یوپلی (به انگلیسی: Uplay) یک نرم‌افزار سکوی توزیع دیجیتالی، مدیریت حقوق دیجیتال ،خدمات شبکه های اجتماعی و چندنفره است که توسط یوبی‌سافت توسعه داده شده است تا تجربه‌ای مشابه دستاوردها/غنایم ارایه شده توسط دیگر شرکت‌های بازی‌سازی ارایه دهد.  این سرویس توسعه و تغییر نام تجاری سرویس قبلی یوپلی یوبی‌سافت است که اولین بار در سال ۲۰۰۹ معرفی شد، در حالی که تغییر نام تجاری یوبی‌سافت کانکت در سال ۲۰۲۰ انجام شد.   این سرویس از طریق پلت‌فرم‌های مختلف ارایه می‌شود. یوبی‌سافت کانکت به خصوص برای فروش و اجرای بازی‌های توسعه دهنده اول شخص یوبی‌سافت مورد استفاده قرار می‌گیرد، اگرچه بازی‌های توسعه دهنده سوم شخص نیز در فروشگاه یوبی‌سافت به فروش می‌رسند اما از پلت‌فرم یوبی‌سافت کانکت استفاده نمی‌کنند.